# Notoraja hirticauda
Notoraja hirticauda är en rockeart som beskrevs av Last och McEachran 2006. Notoraja hirticauda ingår i släktet Notoraja och familjen egentliga rockor. IUCN kategoriserar arten globalt som otillräckligt studerad. Inga underarter finns listade i Catalogue of Life.